# Yuanga
El yuanga, yuaga, thuanga, juanga, nua o nyua és una llengua austronèsia parlada majoritàriament a l'àrea tradicional de Hoot Ma Waap, als municipis de Kaala-Gomen i Ouégoa, a la Província del Nord, Nova Caledònia. El 2009 tenia uns 2.400 parlants nadius.